# Puffinus
Puffinus Brisson, 1760 è un genere di uccelli marini della famiglia Procellariidae.

## Tassonomia
Comprende le seguenti specie:
- Puffinus nativitatis Streets, 1877 – berta di Christmas
- Puffinus puffinus (Brünnich, 1764) – berta minore
- Puffinus yelkouan (Acerbi, 1827) – berta minore mediterranea
- Puffinus mauretanicus Lowe, 1921 – berta delle Baleari
- Puffinus bryani Pyle et al., 2011 – berta di Bryan
- Puffinus opisthomelas Coues, 1864 – berta culnero
- Puffinus auricularis Townsend, CH, 1890 – berta di Townsend
- Puffinus newelli Henshaw, 1900 – berta di Newell
- Puffinus myrtae Bourne, 1959 – berta di Rapa
- Puffinus gavia (J.R.Forster, 1844) – berta frullina
- Puffinus huttoni Mathews, 1912 – berta di Hutton
- Puffinus lherminieri Lesson, 1839 – berta di Audubon
- Puffinus persicus Hume, 1872 – berta persiana
- Puffinus bailloni Bonaparte, 1857 – berta di Baillon
- Puffinus subalaris Ridgway, 1897 – berta delle Galapagos
- Puffinus bannermani Mathews & Iredale, 1915 – berta di Bannerman
- Puffinus heinrothi Reichenow, 1919 – berta di Heinroth
- Puffinus assimilis Gould, 1838 – berta minore fosca
- Puffinus baroli (Bonaparte, 1857) – berta della Macaronesia
- Puffinus elegans Giglioli & Salvadori, 1869 – berta subantartica
- Puffinus boydi Mathews, 1912 – berta di Boyd

### Sinonimi
In passato venivano attribuite al genere Puffinus anche le seguenti specie:
- Puffinus pacificus  = Ardenna pacifica
- Puffinus bulleri = Ardenna bulleri
- Puffinus griseus = Ardenna grisea
- Puffinus tenuirostris = Ardenna tenuirostris
- Puffinus creatopus = Ardenna creatopus
- Puffinus carneipes = Ardenna carneipes
- Puffinus gravis = Ardenna gravis